# Antal Nagy
Antal Nagy (* 16. května 1944 Budapešť) je bývalý maďarský fotbalista, útočník. V sezóně 1968/69 byl nejlepším střelcem belgické fotbalové ligy.

## Fotbalová kariéra
Začínal v týmu Budapest Honvéd FC, za který nastoupil v 70 ligových utkáních, dal 25 gólů a v roce 1964 s týmem vyhrál maďarský fotbalový pohár. V roce 1967 emigroval a hrál v Belgii za Standard Lutych, se kterým získal mistrovský titul. Pokračoval v nizozemském FC Twente a francouzském týmu Olympique Marseille. Dále hrál druhou španělskou ligu za Hércules CF, německou bundesligu za Wuppertaler SV, ve Španělsku za UE Sant Andreu, francouzskou druhou ligu za SM Caen, belgickou ligu za Royal Antwerp FC a kariéru zakončil v Portugalsku v týmu Leixões SC. V Poháru vítězů pohárů nastoupil ve 2 utkáních a ve Veletržním poháru UEFA nastoupil v 7 utkáních. Byl členem maďarské reprezentace na mistrovství světa ve fotbale 1966, ale v utkání nenastoupil. Za reprezentaci Maďarska nastoupil v letech 1964–1965 ve 4 utkáních.

## Ligová bilance
| Ročník                               | Zápasy | Góly | Klub                |
| ------------------------------------ | ------ | ---- | ------------------- |
| 1. maďarská liga 1963                | 5      | 3    | Budapest Honvéd FC  |
| 1. maďarská liga 1964                | 17     | 10   | Budapest Honvéd FC  |
| 1. maďarská liga 1965                | 18     | 2    | Budapest Honvéd FC  |
| 1. maďarská liga 1966                | 25     | 9    | Budapest Honvéd FC  |
| 1. maďarská liga 1967                | 5      | 1    | Budapest Honvéd FC  |
| Jupiler Pro League 1968/69           | 28     | 20   | Standard Lutych     |
| Eredivisie 1969/70                   | 33     | 17   | FC Twente           |
| Eredivisie 1970/71                   | 5      | 0    | FC Twente           |
| Eredivisie 1971/72                   | 2      | 0    | FC Twente           |
| Ligue 1 1972/73                      | 3      | 0    | Olympique Marseille |
| 2. španělská liga 1973/74            | 36     | 10   | Hércules CF         |
| Německá fotbalová Bundesliga 1974/75 | 10     | 2    | Wuppertaler SV      |
| 2. španělská liga 1975/76            | 5      | 1    | UE Sant Andreu      |
| Ligue 2 1976/77                      | 12     | 2    | SM Caen             |
| Jupiler Pro League 1976/77           | 2      | 0    | Royal Antwerp FC    |
| CELKEM 1. maďarská liga              | 70     | 25   |                     |
| CELKEM 1. belgická liga              | 33     | 21   |                     |
| CELKEM Ligue 1                       | 3      | 0    |                     |
| CELKEM Německá fotbalová Bundesliga  | 10     | 2    |                     |